# Doidae
Doidae är en familj av fjärilar. Doidae ingår i överfamiljen Noctuoidea, ordningen fjärilar, klassen egentliga insekter, fylumet leddjur och riket djur. Enligt Catalogue of Life omfattar familjen Doidae 8 arter. 
Kladogram enligt Catalogue of Life:
| Doidae | \| \| Doa \| \| \| \| \| \| Leuculodes \| \| \| \| |
|        | \| \| Doa \| \| \| \| \| \| Leuculodes \| \| \| \| |
|        | björnspinnare                                      |
|        |                                                    |
|        | tofsspinnare                                       |
|        |                                                    |
|        | nattflyn                                           |
|        |                                                    |
|        | trågspinnare                                       |
|        |                                                    |
|        | tandspinnare                                       |
|        |                                                    |
|        | Oenosandridae                                      |
|        |                                                    |
|        | Pantheidae                                         |
|        |                                                    |
|        | Doa                                                |
|        |                                                    |
|        | Leuculodes                                         |
|        |                                                    |

|  | Doa        |
|  |            |
|  | Leuculodes |
|  |            |